# Guglielmiten
Die Guglielmiten (auch Vilemiten genannt) waren eine häretische, von den Joachimiten beeinflusste spiritualistische und in der Literatur aus heutiger Sicht als feministisch eingestufter Sekte in Mailand,  die sich 1281 nach dem Tod der Guglielma la Boema aus ihrer Verehrung bildeten. Die Inquisition ermahnte 1284 in einem ersten Prozess einige der Mitglieder. 1296 wurde erneut ermittelt und 1300 mehrere Sektenmitglieder in einem weiteren Prozess verurteilt. Drei wurden zum Tod durch Verbrennen verurteilt. Nach 1302 verlieren die erhaltenen Nachrichten über die Sekte.

## Geschichte und Lehre der Sekte
Die Guglielmiten waren Anhänger der Guglielma oder Vilemína von Böhmen oder Vilemína Blažena, einer Tochter des böhmischen Königs Ottokar I. Přemysl und seiner zweiten Frau Konstanze von Ungarn. Guglielma wurde zu Pfingsten 1210 geboren, erschien in Mailand irgendwann zwischen 1260 und 1270 und starb dort am 24. August 1281. Sie wurde durch die Zisterzienser in Mailand unterstützt und auf dem Friedhof der Zisterzienserabtei Chiaravalle Milanese begraben. Michele Caffi mutmaßte, sie sei eine Nonne gewesen, die sich versündigte (das heißt, sie hatte ein Kind bekommen) und deshalb inkognito nach Mailand flüchtete. Ihr lateinischer Name war „Guillelma“, die Mailänder nannten sie „Guglielma“ oder „Guglielmina“, auch Felice, Felicino, Felicina (die glückliche, glücklichmachende Frau) oder Paraclitolo (kleiner Paracletos, griech. „Tröster“).
Die Vorstellung der Guglielmiten war die, dass die Erneuerung der Gemeinschaft der Christen vom weiblichen Geschlecht kommen wird und mit Guglielma eingesetzt hat. So wie Christus beim letzten Abendmahl seine Jünger ermahnte, einander zu lieben und zu dienen, so forderte Guglielma ihre Jünger auf, sich von den sozialen Konventionen freizumachen und sich in Liebe und wechselseitiger Achtung zu verbinden. Die außerordentliche Vorstellung einer weiblichen Inkarnation Gottes verbreitete sich noch zu Guglielma Lebzeiten, sie selbst lehrte dies jedoch nicht. Sie hat gelehrt, dass ihr Leib und derjenige Christi ein einziger Leib seien, und zwar der des Heiligen Geistes. Und dass infolgedessen die Erlösung durch die Aufopferung Christi übertroffen worden sei. Sie sagte, dass „von 1262 an nicht allein der Leib Christi im Meßopfer dargebracht und geweiht wurde, sondern zugleich auch der Leib des Heiligen Geistes, welcher Guglielma selbst war“ (ab anno currente MCCLXII citra non fuerat sacrificatum nec consacratum corpus Christi solum, sed cum corpore spiritus sancti quod erat ipsa Guillelma). Diese Doktrin ist mit der Lehre der Erlösung der Ungläubigen durch die Idee verbunden, dass durch die neuerliche Erscheinung Gottes im weiblichen Geschlecht dessen Plan einer Erlösung der Menschheit sich endlich in Gänze erfüllen könne.
Guglielma starb am 24. August 1281 und wurde zuerst auf dem Friedhof der Pfarrei San Pietro all’Orto begraben. Im Oktober oder am 1. November 1281 wurde der Leichnam exhumiert und in einen kostbaren, geschmückten Sarg umgebettet. Anschließend erfolgte die feierliche Überführungszeremonie nach Mailand in die Abtei von Chiaravalle. Ihr Grab (eine Klosterzelle) wurde zum Ziel von Wallfahrten und zu einem Versammlungsort. Einen Monat nach der Beerdigung wurde ihr Leichnam erneut aus dem Sarg genommen, von den Klosterbrüdern entkleidet und mit Wein und Wasser gewaschen. Die Flüssigkeit wurde in einem Gefäß aufgefangen und der Schwester Mayfreda übergeben. Anschließend wurde der Leichnam mit einem Hemd und einem Skapulier neu eingekleidet und wieder in den Sarg gebettet. Das Skapulier ist ein langes Stoffrechteck mit einem Halsausschnitt in der Mitte, das von Mönchen getragen wird; die Hypothese, Guglielma sei eine Tertiarierin der Zisterzienser gewesen, stützt sich auf diese Bekleidung.
Nachfolgerin von Guglielma wurde Schwester Mayfreda Pirovano im Kloster von Biassono. Sie predigte, lehrte und versah die Sakramente. Ihre Autorität bei den Guglielmiten rührte von der Tatsache her, dass sie für diese den in Guglielma inkarnierten Gott auf Erden repräsentierte. Sie wurde auch als „dominus meus dominus vicarius“ in Briefen bezeichnet, also als „Päpstin“. Ihr gegenüber wurde von den Guglielmiten auch die Geste des Fuß- und Handkusses praktiziert (bislang seit 1073 ausnahmslos dem Papst vorbehalten).
Die Ursache der Bewegung lag nach Peter Dinzelbacher im damaligen prekären Zustand der Mailänder Kirche. Nach Dinzelbacher ist nicht klar, ob die Lehre schon von Guglielma selbst vertreten wurde. Die Geschichte der Sekte zeige aber nach Dinzelbacher, dass trotz ihrer räumlich-zeitlichen Begrenzung damals eine Frau trotz häretischer Ansichten sogar von Mitgliedern eines Ordens ohne offizielle Genehmigung der Kirche liturgisch als Heilige verehrt werden konnte.

## Inquisitionsprozesse
Im Jahr 1284 erfuhr die mailändische Inquisition erstmals aufgrund von Unachtsamkeiten von Allegranza Perosio und Carabella Toscana von der Ketzerei. Sechs Frauen und ein Mann wurden in einem Prozess verhört, sie schworen ihrem Irrglauben ab, wurden symbolisch bestraft und losgesprochen.
Im Jahr 1296 unterzeichnete Papst Bonifaz VIII. eine Bulle (Sepe Sanctam Ecclesiam, auch als Nuper Ad Audientiam bekannt), in der eine ketzerische Sekte verurteilt wird. Er schreibt, dass einige Personen, darunter auch Frauen, die Theorie aufstellten, sie besäßen die Macht zu binden und zu lösen (die Macht des Apostels Petrus und seiner Nachfolger), sie würden die Beichte hören, sprächen von Sünden los, würden sich anmaßen zu predigen und würden die Tonsur (Zeremonie des Haarschnitts bei Klerikern) übernehmen. Sie würden sich bei Tag und Nacht versammeln, sie würden behaupten, nackt gehaltene Predigten seien wirkungsvoller, sie würden ihre Frauen untereinander austauschen usw. Der erste Teil der Bulle enthält Angaben, die durchaus auf die Gugliemiten zutreffen. 1296 ermittelte die Inquisition erneut, verhörte aber nur ein Mitglied. Dadurch in Alarmbereitschaft versetzt, verließ Schwester Mayfreda mit anderen Ordensschwestern das Kloster Biassono und zog in das Haus von Guglielmo Codega.
Im Jahr 1300 kam es zu einem Inquisitionsprozess. Akten dieses Prozesses tauchten im 16. Jahrhundert auf. Der Kartäusermönch Matteo Valerio entdeckte in einem Kramerladen 34 beidseitig lateinisch beschriebene Pergamentblätter, die dort als Packpapier verwendet wurden und kaufte sofort alle auf. Es waren die Prozessakten des Notars Beltramus Salvagnius, die aber nicht vollständig erhalten sind. Die Prozessakten des zweiten Notars, Manfredo da Cera, sind bis heute nicht auffindbar (1788 verbrannte das Archiv in Mailand).
Am Ostertag, den 10. April 1300 zelebrierte Schwester Mayfreda die Osterliturgie. Am 19. April wurde sie zum Verhör zur Inquisition bestellt. Die Leitung des Inquisitionsprozesses hatte der Dominikaner Guido da Cocconato.  Am 20. Juli wurde ein neuer Prozess gegen die Guglielmiten eröffnet, der Prozess richtete sich diesmal auch gegen die verstorbene Guglielma. Im September wurden die drei wichtigsten Mitglieder Mayfreda de Pirovano, Giacoma dei Bassani und Andreas Saramita zusammen mit dem Leichnam der Guglielma verbrannt.  Insgesamt wurden 33 Personen angeklagt, davon 21 Frauen, die aber bis auf die Hauptangeklagten nur geringfügig bestraft wurden.
1302 erfolgte im Nachtrag noch ein Verhör eines Mitglieds, hier wird erstmals nebenbei erwähnt, dass Guglielma einen Sohn hat. Ein Verhörter behauptete, dass die Mönche von Chiaravalle die heilige Guglielma dem Mond und den Sternen vergleichen, und er kommentiert, dass sie schlecht daran tun.
Im Prozess tauchen erstmals Fragen zu außerchristlichen religiöse Praktiken auf, wie Luisa Muraro schreibt: „Hat sie jemals Brotrinden oder -reste ins Feuer geworfen? Es scheint, als wolle der Richter einen Augenblick lang den historisch bislang unbegangenen Weg einschlagen, das Weibliche mit Magie und Hexerei gleichzusetzen.“
Bei den Inquisitionsprozessen und dem Vorgehen der Kirche spielten auch politische Überlegungen eine Rolle. Einige Angeklagte stammten aus der mächtigen Mailänder Familie der Visconti, die im Kampf zwischen Kaiser und Papst (Ghibellinen und Guelfen) auf Seiten des Kaisers standen und gerade 1281 einen Sieg gegen die konkurrierende, auf Seiten des Papstes (Guelfen) stehende Familie der della Torre errungen hatte. Die Machtkämpfe dauerten aber damals noch weiter an, bis sich die Visconti durchsetzten. Die Angeklagte Maifreda da Pirovano war eine Kusine von Matteo I. Visconti, seit 1287 Capitano del Populo und politischer Anführer Mailands. 1322 wurden sogar die Anführer der Visconti Matteo und Galeazzo I. Visconti der Häresie angeklagt wegen Verbindung zu den Guglielmiten bzw. Einflussnahme, um ihre Verwandte Maifreda da Pirovano zu schützen.

## Legendenbildung

### Legende 1
Der Mailänder Bernardino Corio erzählte 1503 eine Legende, dass um das Jahr 1300 eine ketzerische Frau namens Guglielma lebte, die so tat, als sei sie fromm und heilig. Sie lebte mit einem gewissen Andreas Saramita zusammen, und im Schutz einer vorgetäuschten Gutherzigkeit betrieben die beiden eine unterirdische „Synagoge“, in welcher sie bei Nacht junge Mädchen, verheiratete Frauen und Witwen versammelten. Nach Guglielmas Willen trugen sie alle, als seien sie Priester, eine Tonsur auf ihrem Haupt. Zu diesen nächtlichen Zusammenkünften gesellten sich außerdem junge wie auch erwachsene Männer, die als Geistliche verkleidet waren. Frauen und Männer begannen ihre Versammlungen mit einem Gebet vor einem Altar. Danach schrien sie: „Vereinigen wir uns, vereinigen wir uns!“ und verdunkelten den Raum. Daraufhin folgte eine sexuelle Orgie, die „heimliche Schändung“, wie sich Corio ausdrückte.

### Legende 2
In den Annales Colmarienses maiores des Jahres 1301 vermerkt der Colmarer Dominikanerchronist, dass im Jahr zuvor (in precedenti anno), also 1300, „eine überaus würdevolle und gleichermaßen beredte Jungfrau aus England gekommen [sei], die sich für den Heiligen Geist ausgab, der zur Erlösung der Frauen Fleisch angenommen habe. Und sie taufte die Frauen im Namen des Vaters, des Sohnes und in ihrem eigenen Namen. Nach ihrem Tod wurde sie nach Mailand gebracht und dort verbrannt: ihre Asche behauptete Bruder Johannes von Weißenburg (Iohannes de Wissenburc) vom Orden der Predigermönche gesehen zu haben.“; vgl. auch. Nicht nur, dass die zur Rede stehende Frau erst im Jahr 1300 und aus England (de Anglia) gekommen sei, ihr weiteres Wirkungsfeld aus der Textstelle nicht hervorgeht und ihr Tod um 1300/1301 erfolgt sein muss: die Annalen erklären, dass erst ihr Leichnam nach Mailand (mortua ducta in Mediolanum) gebracht worden sei; so muss als fraglich gelten, dass hier tatsächlich Guglielma gemeint ist, zumal die Colmarer Annalen dieser Jahre zeitnah zu den dokumentierten Ereignissen entstanden sind.
Überdies kommt in beiden Legenden Schwester Mayfreda nicht vor. Luisa Muraro vermutet, dass sowohl die Mailänder Familie Visconti als auch die Dominikaner verschiedene Gründe hatten, die Rolle Mayfredas wegzulassen.

## Glaubenssätze
Die wichtigsten 14 Glaubenssätze der vilemitischen Lehre wurden anlässlich des Prozesses aus dem Jahr 1300 vom Gelehrten Giovanni Pietro Puricelli im 17. Jh. (erst dann tauchten die Akten auf) dargelegt und sind hier nach wiedergegeben:
- I. Vilemína ist der im weiblichen Geschlecht Fleisch gewordene Geist.
- II. Wie der Erzengel Gabriel der Heiligen Maria die Fleischwerdung des Wortes verkündigte, verkündigte der Erzengel Raphael Konstanze, der Königin von Böhmen, die Fleischwerdung des Heiligen Geistes.
- III. Vilemína war wahrer Gott und wahrer Mensch (homo) im weiblichen Geschlecht, so wie Christus wahrer Gott und wahrer Mensch (homo) im männlichen Geschlecht war.
- IV. Da Vilemína der Heilige Geist und folglich göttlichen Wesens ist, ist sie der Gottesmutter Maria sowie allen anderen Heiligen überlegen.
- V. Wie Christus als Mensch litt und starb, so starb auch Vilemína entsprechend ihrer menschlichen, nicht ihrer göttlichen Natur.
- VI. Wie Christus trug auch Vilemína fünf Wundmale an ihrem Körper.
- VII. Wie Christus leibhaftig auferstand, in Anwesenheit seiner Jünger in den Himmel fuhr und an Pfingsten den Heiligen Geist in Feuerzungen auf sie herabsandte, so wird auch Vilemína vor dem jüngsten Gericht mit ihrem weiblichen Leib wiederauferstehen, im Beisein ihrer Jünger, Freunde und Gläubigen in den Himmel auffahren und in Feuerzungen zu ihnen zurückkehren. Dann werden sie alle ihrer Apostel sein.
- VIII. Wie Christus den Apostel Petrus als seinen Stellvertreter auf Erden zurückließ und ihm seine Kirche und die Schlüssel zum Himmelreich übergab, so ließ auch Vilemína Schwester Mayfreda aus dem Humiliatenorden als ihre Stellvertreterin auf Erden zurück.
- IX. Wie der Apostel Petrus Messen zelebrierte und in Jerusalem predigte, so soll auch Vilemínas Stellvertreterin Mayfreda erst in Mailand und später auch in Rom Messen zelebrieren und predigen; dort soll sie dann den Heiligen Stuhl einnehmen. Wie Christus soll auch Vilemína ihre Jünger und Apostel haben.
- X. Schwester Mayfreda soll wahre „Papessa“ sein und die Autorität eines wahren Papstes besitzen, denn Mayfreda soll, da Vilemína der Heilige Geist in Gestalt einer Frau ist, ihre Stellvertreterin in Gestalt einer Frau sein. Der Papst und das Papsttum sowie die Kardinalskurie sollen ihre Autorität Schwester Mayfreda übergeben, welche die Juden, die Muslime und alle anderen Völker außerhalb der römischen Kirche taufen soll.
- XI. Die derzeit gültigen Evangelien wie auch die darin enthaltene Lehre werden durch die Evangelien ersetzt werden, die vier von Vilemína erwählte Weise schreiben werden, sobald Mayfreda friedlich und dauerhaft den apostolischen Stuhl in Rom eingenommen haben wird.
- XII. Vilemína ist bereits auferstanden und hält sich leibhaftig auf, wo es ihr beliebt, wie sich der wiedererstandene Christus leibhaftig aufhielt, wo es ihm beliebte. Und wie Christus vor seiner Himmelfahrt Maria Magdalena erschien, so ist auch Vilemína ihren Jüngern von Zeit zu Zeit erschienen.
- XIII. Der Sündennachlass, den man durch eine Wallfahrt zu Vilemínas Grab in Chiaravalle erhält, entspricht dem, den man bislang durch eine Wallfahrt zum Grab Christi in Jerusalem erhielt.
- XIV. Wie die Apostel Christi aus Liebe zu ihm litten, so werden auch Vilemínas Anhänger leiden, und wie Judas Christus verriet und ihn an die Juden auslieferte, so werden auch einige Anhänger Vilemínas ihre Gefährten an die Inquisition ausliefern.

Laut Luisa Muraro ist zu beachten, dass Puricelli den orthodoxen Teil der vilemitischen Lehre außer Acht lässt und der Glaube der Vilemiten sich nicht auf die Liste ihrer häretischen Anschauungen beschränkt habe. Es sei hervorzuheben, dass der von Puricelli weggelassene Ursprung des Glaubens und der Lehre der vilemitischen Lehre Vilemína selbst gebildet habe, und zwar dadurch, dass sie in denen, die sie kannten, die Vorstellung einer direkten Beziehung zwischen Gott und dem weiblichen Geschlecht geweckt habe und Anlass zu dem Glauben bot, dass der, der den Menschen in der Dualität eines Körpers von zweierlei Geschlecht erschaffen habe, ihn auch durch seine Fleischwerdung in dieser Dualität vergöttlicht habe.

## Mitglieder
Mitglieder gemäß Impreviaturbuch (Protokollbuch) des Beltramus Salvagnius, Notar in der Stadt Mailand, Porta Nova, aufgenommen vor den Inquisitoren Guidonus Cochenato, Raynerius Pirovano, Nicolao Varena, Leonardo Bergamo, Nicolaus Cumanus, Albertonus Corbella und Leonardus Pergamensis, Brüder des Dominikanerordens:
| - Guglielma bzw. Blazena Vilemína, Gründerin der Gugliemiten, 1281 verstorben, 1300 verbrannt worden - Agnese (Schwester der Humiliaten) - Alessandro (Mönch) - Bassani, Jacoba (Schwester der Humiliaten), 1284 angeklagt, 1300 erneut angeklagt und verbrannt - Ser Carentano, Bonadeo (vermutlich Kaufmann) - Carentano, Bellacara, vermutlich 1300 angeklagt und verbrannt - Carentano, Giovanna - Carentano, Giacoma - Carentano, Felicino, 1300 angeklagt und Strafe der zwei Kreuze (Schandzeichen) - Cassate, Felis - Cerliano, Bianca - Colleoni, Simonino - Coppa, Jacoba - Ser Cotta, Danisius (adeliger Ritter), 1300 verhört - da Crema, Carmeo - Crimella, Stephanus (Tischler), 1300 angeklagt und Strafe der zwei Kreuze (Schandzeichen) - Crimella, Aydelina, 1300 angeklagt und Geldstrafe - Cutix, Guillelmus, Kaplan von St. Benedictus - Demianus, Rugerius - Ferno, Antonia - Ferno, Beltrame, Magister - Ferno, Feliciono - Ferno, Jacoba - Ferno, Jacobus, (Arzt), 1300 angeklagt und Geldstrafe - Ferno, Paraclitolo - Frater Pietro - Garbagniate, Francischus, 1300 angeklagt und Strafe der zwei Kreuze (Schandzeichen) - Garbagniate, Ottorino - Garbagniate, Petra - Garbagniate, Miranus (Maler und später Priester) - Lova, Flores - Lombardo (Mönch) - Lova, Rugerius - Malcolzatus, Beltrame - Malcolzatus, Sibilia, 1300 angeklagt und Strafe der zwei Kreuze (Schandzeichen) - Malcolzatus, Franceschinus, 1300 angeklagt und Strafe der zwei Kreuze (Schandzeichen) - Marchisio Secco, 1302 verhört | - Maresco, Bonacossa - Massallia, Johana - Massallia, Beltraminus - Massallia, Maxinus - Meliore (Schwester der Humiliaten) - Montinarius, Agnese - Montinarius, Bononia - Montenarius, Symoninus - Novate, Albertone, hatte Guglielma nach ihrem Tod in einer Vision wiedergesehen, 1300 angeklagt und Strafe der zwei Kreuze (Schandzeichen) - Novate, Margarita - Novatis, Dionese, 1300 angeklagt und Geldstrafe - Novazzano, Girardo, 1296 verhört, 1300 angeklagt und Strafe der zwei Kreuze (Schandzeichen) - Novazzano, Cara, bis 1300 bereits verstorben - Oldegardi, Petra, 1300 angeklagt und freigesprochen - Oldegardi, Catella, 1300 angeklagt und freigesprochen - da Operno, Graziadeo (Mönch) - Perazollo, Fiore, 1300 angeklagt und Geldstrafe - Perusius, Johanes - Perusius, Alegrantia - Pirovano, Mayfreda (Schwester der Humiliaten), Cousine von Matteo I. Visconti, hatte Guglielma nach ihrem Tod mehrfach wiedergesehen, Nachfolgerin von Guglielma, 1284 angeklagt, 1300 erneut angeklagt und verbrannt - Pontario, Taria (Näherin, Schneiderin), 1300 angeklagt und Strafe der zwei Kreuze (Schandzeichen) - Saramita, Meliore (Schwester der Humiliaten), 1284 angeklagt, bis 1300 bereits verstorben - Saramita, Andreas, hatte Guglielma nach ihrem Tod mehrfach wiedergesehen, 1284 angeklagt, 1300 erneut angeklagt und verbrannt - Saramita, Ricadona, hatte Guglielma nach ihrem Tod wiedergesehen, 1284 angeklagt, bis 1300 bereits verstorben - Saramita, Fiordebellina (Schwester der Humiliaten), 1284 angeklagt - Strabono, Marco - Sicus, Marchisius - Torriani - Toscanus, Carabella - Toscanus, Amizone, bis 1300 bereits verstorben - Veddano, Marchisio (Mönch) - Visconti, Galeazzo |

## Belletristik
- Christine Neumeyer: Die Päpstin von Mailand. Die Geschichte der Vilemiten, AAVAA Verlag, 2013